# Harriet May Mills
Harriet May Mills, född 9 augusti 1857 i Syracuse, New York, död 16 maj 1935 i Syracuse, New York, var en amerikansk aktivist både inom kvinnosaksrörelsen och Demokratiska partiet.
Mills utexaminerades från Cornell University där hon hade inlett sina studier två år efter att universitetet öppnade sina dörrar för kvinnor. Först arbetade hon som lärare och senare fick hon sin lön från olika betalda befattningar inom kvinnosaksrörelsen och politiska utnämningar hon fick som aktivist inom Demokratiska partiet. Hon förblev ogift. Inom kvinnosaksrörelsen samarbetade hon med rörelsens nationella ledare som Lucy Stone, Susan B. Anthony, Carrie Chapman Catt och Elizabeth Cady Stanton. Efter att kvinnorna fick rösträtt kandiderade hon till delstatssekreterare i delstaten New York år 1920 utan framgång. Genom det aktiva deltagandet i delstatspolitiken lärde hon känna Eleanor och Franklin D. Roosevelt. I presidentvalet i USA 1932 var hon elektor för Demokratiska partiet och Roosevelt.
Mills är begravd på North Pitcher Cemetery i Pitcher i Chenango County.